# Buckshot Roulette
Buckshot Roulette ist ein Indie-Tabletop-Horror-Videospiel, das 2023 vom estnischen Spieleentwickler Mike Klubnika veröffentlicht wurde. Es erschien am 4. April 2024 auf Steam, veröffentlicht von Critical Reflex, zeitgleich mit einem neuen Update. Das Spiel wurde mit dem Roguelike-Videospiel Inscryption aus dem Jahr 2021 verglichen, das eine düstere und industrielle Optik aufweist, im Gegensatz zum rustikaleren und mythischeren Stil von Inscryption. Klubnika entwickelte das Spiel in der Godot-Spielengine und komponierte auch den Soundtrack des Spiels.
Buckshot Roulette wurde erstmals am 28. Dezember 2023 veröffentlicht und Anfang 2024 online populär. Es wurde von Kritikern und Spielern für sein strategisches Gameplay und seinen Wiederspielwert gelobt.
Die Steam-Veröffentlichung verkaufte sich Berichten zufolge innerhalb von zwei Wochen eine Million Mal. Bis Dezember 2024 hatte das Spiel die Marke von 4 Millionen verkauften Exemplaren erreicht.

## Spielprinzip und Technik
Im regulären Spielmodus muss der Spieler eine modifizierte Version von russischem Roulette in einem Nachtclub gegen eine mysteriöse Person spielen, die als der „Geber“ bekannt ist. Dabei wird eine Schrotflinte anstelle des Revolvers verwendet, der traditionell beim russischen Roulette zum Einsatz kommt.
Das Spiel besteht aus drei Runden. Zu Beginn jeder Runde lädt der computergesteuerte Geber die Schrotflinte mit einer bestimmten Anzahl roter scharfer Patronen und bläulich-grauer Platzpatronen in zufälliger Reihenfolge. Der Spieler entscheidet dann, ob er auf den Geber oder auf sich selbst schießen möchte. Ist die Patrone scharf, verliert der Getroffene ein Leben und die Schrotflinte geht an den Geber über, der dann an der Reihe ist. Wenn der Spieler jedoch mit einer Platzpatrone auf sich selbst schießt, ist er erneut an der Reihe. Leben werden durch Defibrillatorladungen dargestellt, die von einem Punktezähler verwaltet werden. In Runde 1 gibt es zwei Ladungen, in Runde 2 vier und in Runde 3 fünf. Die erste Seite, die alle ihre Ladungen verbraucht hat, verliert die Runde. Der Spieler und der Geber können in den Runden 1 und 2 unbegrenzt oft neu starten, aber in Runde 3 werden die Drähte des Defibrillators durchtrennt, sodass die betroffene Seite in einen „Sudden-Death“-Modus versetzt wird, der den Spieler dazu zwingt, von vorne zu beginnen, wenn er verliert. Wenn das Magazin der Schrotflinte leer ist und keine der Parteien alle ihre Ladungen verloren hat, lädt der Geber die Schrotflinte erneut mit einer weiteren Ladung Patronen.
Ab Runde 2 wird vor jeder Ladung eine zufällige Anzahl von Gegenständen an jede Seite verteilt, um unterschiedliche Vorteile zu bieten; zwei werden in Runde 2 und vier in Runde 3 verteilt. Die Gegenstände sind:
| Gegenstandsname         | Beschreibung                                                                    | Verwendung | Verfügbarkeit                             |
| ----------------------- | ------------------------------------------------------------------------------- | --- | ----------------------------------------- |
| Lupe                    | Überprüft die aktuelle Patrone in der Kammer.                                   | Zeigt an, ob die aktuell geladene Patrone scharf ist oder eine Platzpatrone. | Regulär, Doppelt oder nichts, Mehrspieler |
| Zigarettenschachtel     | Nimmt die Schärfe. Erhalte 1 Ladung zurück.                                     | Stellt eine Ladung wieder her (nicht wirksam während des Sudden Death in Runde 3 oder wenn die Ladungen bereits voll sind). | Regulär, Doppelt oder nichts, Mehrspieler |
| Bier                    | Lädt die Schrotflinte. Wirft die aktuelle Patrone aus.                          | Schrotflinte wird sicher geladen, die geladene Patrone wird ohne Folgen ausgeworfen und ein Zug wird übersprungen. | Regulär, Doppelt oder nichts, Mehrspieler |
| Handsäge                | Die Schrotflinte verursacht 2 Schaden.                                          | Verwandelt die Schrotflinte in eine Abgesägte Schrotflinte, die 2 Schaden verursacht, wenn die Patrone scharf ist. | Regulär, Doppelt oder nichts, Mehrspieler |
| Handschellen            | Geber überspringt den nächsten Zug.                                             | Zwingt den Gegner, seinen nächsten Zug zu überspringen. | Regulär, Doppelt oder nichts              |
| Burner-Telefon          | Eine geheimnisvolle Stimme gibt dir einen Einblick in die Zukunft.              | Zeigt an, ob eine zufällige Patrone (außer der aktuellen) scharf oder eine Platzpatrone ist, und ihre Position im Patronenlager (z. B. die vierte Patrone ist leer). Wenn sich weniger als 2 Patronen in der Schrotflinte befinden (3 im Mehrspielermodus), meldet das Telefon „WIE SCHADE ...“, ohne eine nützliche Information zu geben und verschwendet im Grunde den Gegenstand. | Doppelt oder nichts, Mehrspieler          |
| Umkehrer                | Tauscht die Polarität der aktuellen Patrone in der Kammer.                      | Die aktuelle scharfe Patrone wird zu einer Platzpatrone und umgekehrt. | Doppelt oder nichts, Mehrspieler          |
| Adrenalin               | Stiehl einen Gegenstand und benutze ihn sofort.                                 | Ermöglicht es dem Anwender, einen gegnerischen Gegenstand zu stehlen und ihn sofort zu benutzen. | Doppelt oder nichts, Mehrspieler          |
| Abgelaufene Medikamente | 50 % Chance, zwei Ladungen wiederzuerlangen. Wenn nicht, verlierst du 1 Ladung. | -- | Doppelt oder nichts                       |
| Störsender              | Der ausgewählte Gegner überspringt seinen nächsten Zug.                         | Zwingt einen anderen Spieler seiner Wahl, seinen nächsten Zug auszulassen (ähnlich wie bei Handschellen). | Mehrspieler                               |
| Fernbedienung           | Vertauscht die aktuelle Zugreihenfolge.                                         | Kehrt die Spielreihenfolge um. | Mehrspieler (>2 Spieler)                  |

Wurde der Geber mindestens einmal besiegt, kann ein Endlosspielmodus namens „Doppel oder nichts“ gestartet werden, wenn der Spieler zu Beginn des Spiels optionale Pillen einnimmt. Bei „Doppel oder nichts“ wird zu Beginn jeder Runde eine zufällige Anzahl von Gegenständen und eine zufällige Anzahl von Ladungen vergeben, anstatt dass die Anzahl der Gegenstände und Ladungen im Spiel festgelegt wird. Wenn der Spieler den Geber besiegt, erhält er bis zu 70.000 Punkte, je nachdem, wie viel Zeit er dafür gebraucht hat. Danach wird der Spieler aufgefordert, entweder normal zu gehen oder das Spiel fortzusetzen, wobei sich sein Gewinn verdoppelt, wenn er weitere drei Runden gewinnt. Dieser Zyklus wird so lange wiederholt, bis der Spieler verliert, was ihn dazu zwingt, das Spiel komplett neu zu starten oder mit einem Geldbetrag zu gehen, der seinen Punkten entspricht. Am 4. April 2024 wurden zusammen mit der Veröffentlichung der Steam-Version vier neue Gegenstände exklusiv für „Doppelt oder Nichts“ eingeführt: das Burner-Telefon, der Umkehrer, das Adrenalin und die abgelaufenen Medikamente. Am 31. Oktober 2024 wurde ein Mehrspielermodus für bis zu 4 Spieler veröffentlicht. Zwei Gegenstände wurden exklusiv für Mehrspieler-Spiele hinzugefügt: der Störsender und die Fernbedienung.

## Handlung
Der Spieler beginnt das Spiel in einem heruntergekommenen Badezimmer, in dem sich ein alter Computermonitor und eine Pillenflasche auf der Arbeitsplatte befinden, nachdem er den Geber besiegt hat. Er geht weiter und entdeckt einen wilden Rave, der unten stattfindet. Der Spieler betritt den Raum mit dem Geber und unterschreibt eine Verzichtserklärung, indem er seinen Namen eingibt. In der Mitte der zweiten Runde zieht der Spieler einen blutigen Vertrag mit dem Namen „GOD“ im Namensfeld hervor, der der Verzichtserklärung ähnelt, die der Geber den Spieler vor dem Spiel unterschreiben ließ. Wenn der Spieler den Geber besiegt, während dieser im Sudden Death ist, fährt er mit der Schrotflinte und dem Aktenkoffer voller Geld, das er im Spiel gewonnen hat, nach Hause. Wenn der Spieler im Sudden Death besiegt wird, wird gezeigt, wie er durch ein verrostetes, bronzenes Tor mit metallischen Stacheln in einen ganz weißen Himmel, vermutlich den Himmel, eintritt.
Der Mehrspielermodus beginnt nachts vor dem Gebäude, während laute Musik von der Rave-Party zu hören ist. Die Kamera zeigt einen Mann, der an einem Lieferwagenmotor arbeitet, einen Abfallcontainer und eine Boombox auf einem Stapel Paletten draußen, bevor sie zu einem Abfluss schwenkt, der zu einem Raum unter der Rave-Party führt, wo das Spiel stattfindet. Das Spiel endet tagsüber vor dem Gebäude, wenn die Rave-Party vorbei ist.

## Entwicklung
Bei der Entwicklung des Spiels ließ sich Mike Klubnika stark von Half-Life, Silent Hill und Postal 2 inspirieren. Mit der Version 1.2.2 wurde das Spiel in 18 Sprachen übersetzt.

## Rezeption
Buckshot Roulette erhielt positive Bewertungen und wurde schnell auf Twitch und TikTok populär, was in der Folge zu einer erhöhten Popularität auf YouTube führte. Die Ähnlichkeit zu Inscryption wurde angemerkt, wobei mehrere Rezensenten das strategische Element lobten, das durch das Gegenstandssystem des Spiels eingeführt wurde.
Bei den The Vtuber Awards 2024 wurde das Spiel in der Kategorie „Stream Game of the Year“ nominiert. 